# The Message
The Message: The Story of Islam (ook wel: Muhammad, Messenger of Allah, Arabisch الرسالة — , Ar Risalah) is een door Moustapha Akkad geregisseerde film uit 1976 die verhaalt over de levensloop van Mohammed en de vroege islam. De film is simultaan uitgebracht in een Engelse versie met westerse acteurs en in het Arabisch met Arabische acteurs. De film is in 1977 genomineerd voor een Oscar voor beste originele muziek.

## Verhaal
Mohammed wordt door de engel Djibriel bezocht, waardoor hij in diepe schok raakt. De engel vraagt hem om de islam te stichten en verder te verspreiden. Langzamerhand begint bijna de hele stad Mekka zich te bekeren. Hierdoor komen er meer vijanden die Mohammed en zijn metgezellen uit Mekka jagen en hun bezittingen in beslag nemen. Ze trekken naar het noorden, alwaar ze in de stad Medina een warm welkom krijgen en de eerste islamitische moskee bouwen. Ze krijgen te horen dat hun bezittingen in Mekka worden verkocht op de markt. Mohammed kiest even voor vrede, maar krijgt dan toch toestemming om aan te vallen. Ze worden aangevallen, maar winnen de Slag bij Badr. De Mekkanen willen wraak en sloegen terug met drieduizend man in de Slag bij Uhud, waarbij Hamza ibn Abd al-Muttalib omkwam. De moslims renden achter de Mekkanen aan en lieten het kamp onbeveiligd achter. Hierdoor werden ze van achter verrast door ruiters, waardoor ze dit keer verloren. De Mekkanen en de moslims sloten een 10-jarige wapenstilstand. Een aantal jaar later bekeerde Khalid ibn Walid, een Mekkaans generaal die vele moslims in de pan had gehakt, zich tot de islam. Ondertussen werden moslimkampen in de woestijn aangevallen door rovers, maar de moslims dachten dat de Mekkanen dat hadden gedaan. Aboe Sufyan kwam naar Medina om uit te leggen dat het niet de mensen uit Mekka waren, maar niemand wou naar hem luisteren. Dit keer wilden de moslims wraak, zij kwamen met zeer veel troepen af. Aboe Sufyan wilde zijn verontschuldigingen aanbieden. Hij werd moslim. De Mekkanen werden erg bang, gaven zich over en zo kwam Mekka in de handen van de moslims. De Arabische godenbeelden in de Kaäba werden vernietigd en de allereerste azan in Mekka werd boven op de Ka'aba door Bilaal Ibn Rabaah' geroepen.

## Rolverdeling
| Acteur            | Personage   |
| ----------------- | ----------- |
| Anthony Quinn     | Hamza       |
| Michael Ansara    | Aboe Sufyan |
| Irene Papas       | Hind        |
| Michael Forest    | Khalid      |
| Damien Thomas     | Zayd        |
| Donald Burton     | Ammar       |
| Wolfe Morris      | Aboe Lahab  |
| André Morell      | Aboe Talib  |
| Johnny Sekka      | Bilal       |
| Martin Benson     | Abu Jahl    |
| Robert Brown      | Utbah       |
| Rosalie Crutchley | Sumayyah    |
| Bruno Barnabe     | Umayyah     |
| Neville Jason     | Ja'far      |

## Trivia
- Muhammad Ali had interesse om Bilal te spelen, maar Moustapha Akkad weigerde.
- Het heeft 4 en een half maand geduurd voor het namaken van de stad Mekka.
- De producenten hebben hun steun teruggetrokken tijdens de filmopnames, waardoor de acteurs en filmploeg overbleven in Marokko (in een hotel zonder klimaatregeling; ze sliepen onder natte handdoeken). Na twee weken heeft de voormalige Libische leider Muammar al-Gaddafi betaald aan de verdere productie, daardoor kon de film worden afgemaakt.